# Social Innovation in Health Initiative
Social Innovation in Health Initiative (SIHI) är ett nätverk bestående av organisationer, institutioner och individer i ett flertal länder. SIHI syftar till att utforska innovativa sätt att främja hållbar hälsa för att samarbeta och arbeta med nya forskningsidéer och forskningsbaserad implementering av sociala innovationer. Sociala innovationer 
Nätverket grundades 2014 i ett samarbete mellan Bertha Centre for Social Innovation and Entrepreneurship vid University of Cape Town, Skoll Centre for Social Entrepreneurship vid Oxford University, London School of Hygiene and Tropical Medicine, samt TDR – UNICEF/UNDP/World Bank/WHO Special Programme for Research and Training in Tropical Diseases. Sedan dess har SIHI blivit en plattform som samlar 288 projekt som kan klassificeras som sociala innovationer för hälsa. SIHI delfinansieras av Styrelsen för internationellt utvecklingssamarbete (Sida).